# Serra Yılmaz

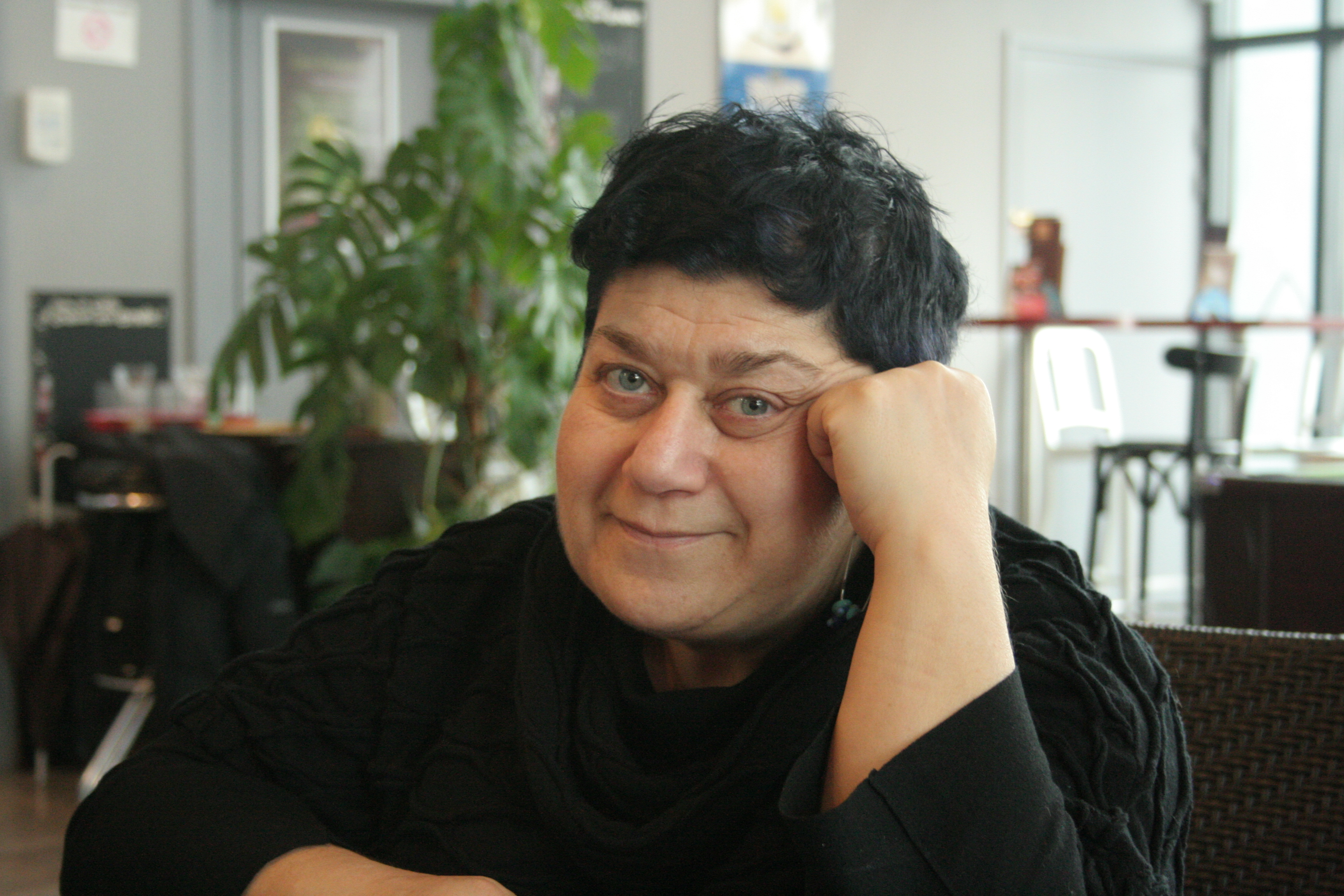
Serra Yılmaz (2010)

Serra Yılmaz (* 13. September 1954 in Istanbul) ist eine türkische Schauspielerin.

## Leben und Karriere
Yılmaz wurde am 13. September 1954 in Istanbul geboren. Ihr Debüt gab sie 1983 in Şekerpare. Danach spielte sie 1984 in Bir Yudum Sevgi mit. Außerdem trat sie 1986 in Anayurt Oteli auf. Von 1977 bis 1987 war sie mit Levent Yılmaz verheiratet und bekam ein Kind. 1991 wurde bei ihr Brustkrebs diagnostiziert und sie bekam eine Behandlung. 2014 bekam sie in Eyyvah Eyvah 3 die Hauptrolle. 2017 wurde Yılmaz für den Film İstanbul Kırmızısı gecastet.

## Filmografie (Auswahl)
- 1983: Şekerpare
- 1984: 'ir Yudum Sevgi
- 1986: Davacı
- 1986: Anayurt Oteli
- 1992: Sarı Mercedes
- 1999: Nacht im Harem (Harem Suare)
- 2001: Die Ahnungslosen (Le fate ignoranti)
- 2003: Das Fenster gegenüber (La finestra di fronte)
- 2003: Asmalı Konak: Hayat
- 2007: Parmaklıklar Ardında
- 2010: Ses
- 2014: Eyyvah Eyvah 3
- 2017: İstanbul Kırmızısı
- 2020: Der göttliche Andere (Divine)
- 2022: Die ahnungslosen Engel (Le fate ignoranti, Fernsehserie, 5 Folgen)